# Heliotropium myosotifolium
Heliotropium myosotifolium är en strävbladig växtart som först beskrevs av A. Dc., och fick sitt nu gällande namn av Karl Friedrich Carlos Federico Reiche. Heliotropium myosotifolium ingår i Heliotropsläktet som ingår i familjen strävbladiga växter. Inga underarter finns listade i Catalogue of Life.